# Albocàsser
Albocàsser é um município da Espanha na província de Castelló, Comunidade Valenciana. Tem 82,3 km² de área e em 2021 tinha 1 253 habitantes (densidade: 15,2 hab./km²).

## Demografia
| Variação demográfica do município entre 1991 e 2004 | Variação demográfica do município entre 1991 e 2004 | Variação demográfica do município entre 1991 e 2004 | Variação demográfica do município entre 1991 e 2004 |
| --------------------------------------------------- | --------------------------------------------------- | --------------------------------------------------- | --------------------------------------------------- |
| 1991                                                | 1996                                                | 2001                                                | 2004                                                |
| 1509                                                | 1399                                                | 1353                                                | 1385                                                |

## Guerra Civil Espanhola
Durante a Guerra Civil Espanhola, quando os nacionalistas, liderados por Francisco Franco e com o apoio dos nazista, fez com que Adolf Hitler autorizasse a Luftwaffe a treinar e testas seus pilotos com o Junkers Ju 87, lançando bombas de 500 kg (este caça foi projetado para carregar bombas de 250 kg) neste pequeno povoado. A cidade foi escolhida para os testes, por não representar perigo de ataque antiaéreo aos caças, já que a cidade não tinha importância estratégica, muito menos tropas inimigas para a sua defesa. Os ataques/testes ocorreram em 25 e 28 de maio de 1938 e deixou algumas dezenas de mortos e inúmeras casas destruídas.